# استصلاح الأراضي

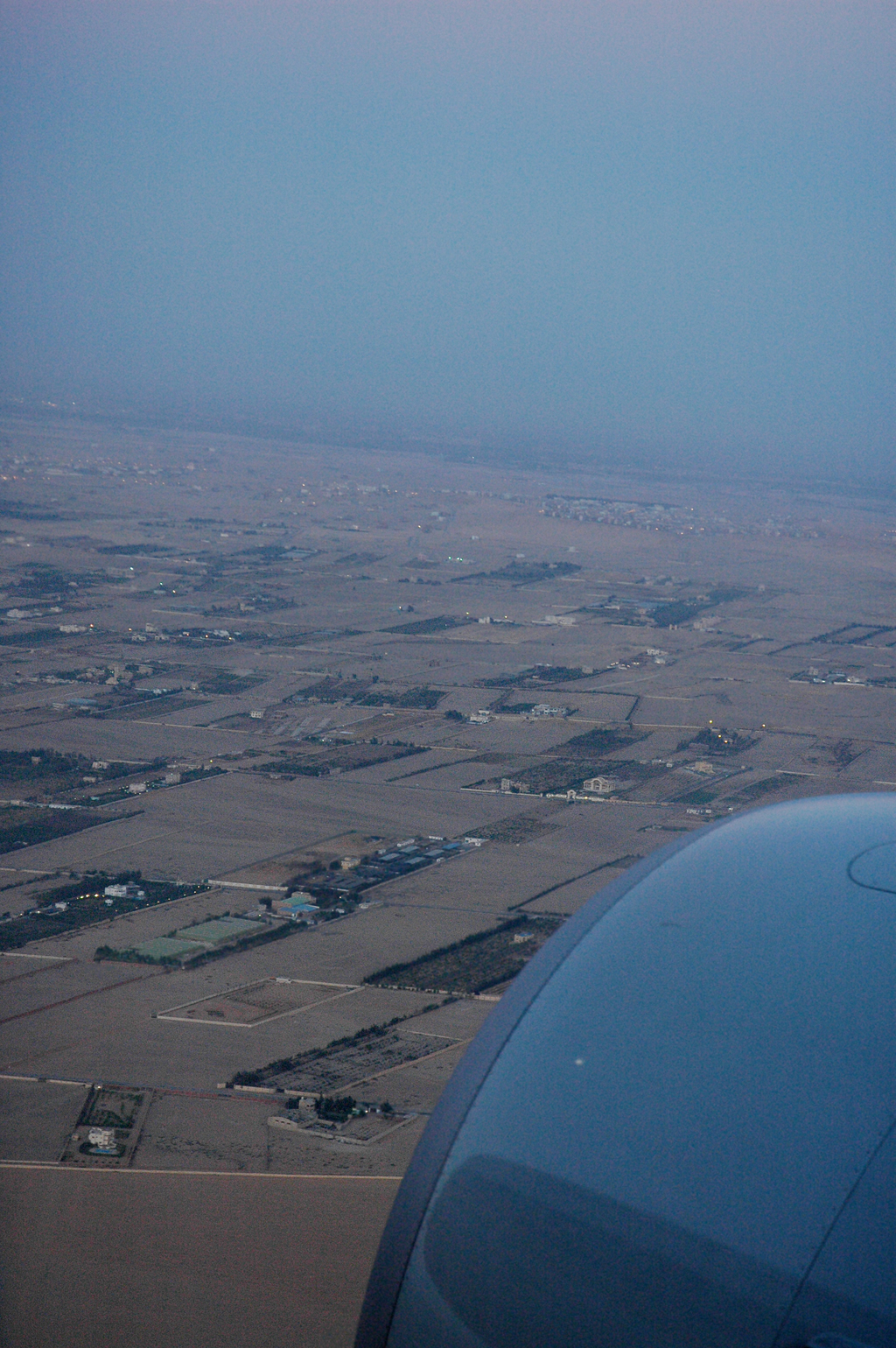
أراضي مستصلحة على أطراف القاهرة

استصلاح الأراضي[بحاجة لمصدر] هي عملية تحويل أرض جرداء إلى أرض صالحة للزراعة وغالباً ما يتم ذلك في الأراضي الصحراوية عن طريق حفر آبار لجلب المياه الجوفية للقيام بالزراعة بهذه المياه ويكون الري بالتنقيط أو بالرش بحسب نوع المحصول الذي يتم زراعته.